# L'Aube des damnés
Pour plus de détails, voir Fiche technique et Distribution.
L'Aube des damnés (Fajr al-mu'adhhabin) est un film documentaire algérien réalisé par Ahmed Rachedi et sorti en 1965.
Comptant parmi les premiers films du cinéma algérien indépendant, L'Aube des damnés est un film de montage d'images d'archives, formant un réquisitoire anticolonialiste sur l'histoire de l’Afrique.

## Fiche technique
- Titre français : L'Aube des damnés[2]
- Titre original arabe : Fajr al-mu'adhhabin[3]
- Réalisateur : Ahmed Rachedi
- Scénario : Mouloud Mammeri, René Vautier, Ahmed Rachedi
- Photographie : Nourredine Guenefi
- Montage : Rabah Dabouz
- Son : Sidi Boumedine Dahmane
- Sociétés de production : Office national pour le commerce et l'industrie cinématographique (ONCIC)
- Pays de production :  Algérie
- Langues originales : arabe, français
- Format : noir et blanc - 35 mm
- Durée : 100 minutes
- Genre : film documentaire
- Dates de sortie :
  - Union soviétique : 1965

## Distribution
- Sid Ahmed Agoumi
- Daniel Boukman
- Mohamed Chouikh
- Mouloud Mammeri
- Samia Meziane
- Ahmed Rachedi
- Salah Teskouk
- René Vautier
- Charles Denner (narrateur)

## Accueil critique
Selon Louis Marcorelles dans Le Monde du 7 février 1981, « L'Aube des damnés mélange des images tirées de classiques du cinéma comme À l'Ouest rien de nouveau, ou les films muets soviétiques d'Eisenstein et Poudovkine, d'autres relevant de l'actualité, parfois même plaque à la sauvette des informations catégoriques sur des scènes prises hors contexte ». Finalement, « Vu aujourd'hui, le film a terriblement vieilli, il frappe plutôt par ses généralisations outrancières, parfois cruellement démenties par l'histoire qui a suivi. Il reste peut-être, avant toute chose, intéressant comme document sur l'état d'esprit d'une période ».